# Гастарбайтер

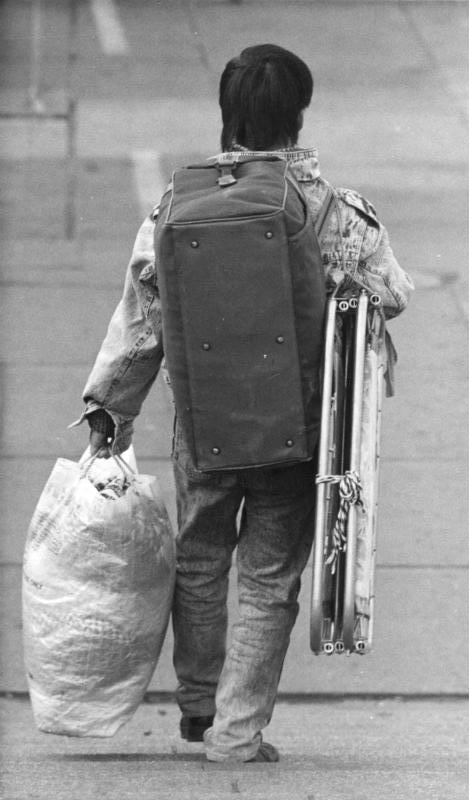

Гастарбайтер (нім. Gastarbeiter, дослівно: гість-робітник (Gast + Arbeiter)) — іноземець (громадянин іншої держави), який тимчасово перебуває в країні за формальною ознакою праці за строковим трудовим наймом. Додатковим сенсом поняття є те, що людина виконує низькокваліфіковану важку та брудну роботу за малі гроші і не має жодних громадянських прав.
Слово походить з німецької мови і в багатьох країнах стало сленгом, жаргонізмом. В Україні гастарбайтерів часто називають «заробітчанами», але первісно значення слова дещо відрізнялося: у Грінченка заробітчанин визначається як «працівник, що йде на заробітки», в СУМ-11 — у застарілому значенні «той, хто ходить на заробітки, працює на поденних і строкових роботах» чи радянському розмовному «той, хто працює лише заради грошей, керуючись корисливими інтересами».

## У Німеччині
Соціальна категоризація та деталізація є специфічною характерною рисою як німецької мови взагалі, так і правових засад ринку праці та трудових відносин у Німеччині.
У другій половині 19 ст. під час індустріалізації в Німецькій державі часто використовувалося поняття «Фремд-арбайтер» (нім. Fremdarbeiter — «працівник-іноземець»). Велику частку їх становили польські гірники-шахтарі, які разом із сім'ями приїхали з Польщі (Верхньої Сілезії, Кашубії та Мазурів) працювати на шахтах Рурського залізо-вугільного басейну. В 1871 році їх було понад півмільйона, в 1910 вже три мільйони людей. Після Першої світової війни більша частина покинула Німеччину, але ті, хто залишився, повністю адаптувалися й інтегрувалися в німецьке суспільство. Про їхнє колишнє польське походження нагадують лише польські слов'янські прізвища.
Під час Другої світової війни в Третьому Рейсі з'явилися також такі поняття, як «Цванґс-арбайтер» (нім. Zwangsarbeiter — «примусовий працівник», по суті трудо-полонений) та «Ост-арбайтер» (нім. Ostarbeiter) — такий самий «примусовий» зі Сходу, Східної Європи, а саме з європейської частини СРСР.
Поняття «Гастарбайтер» з'явилося після кінця Другої світової війни та початку інтенсивної відбудови Німеччини за Планом Маршалла, або так званого Німецького економічного дива. Внаслідок воєнних утрат трудовий ринок Західної Німеччини мав великий дефіцит робочої сили, і навпаки — велика частина населення країн повоєнної Європи страждала від безробіття. Великі потоки трудової еміграції в Німеччину в 1950-1970-х роках утворилися з таких країн: Італія, Іспанія, Португалія, Польща, Югославія, Греція, Туреччина та з деяких країн Північної Африки. У зв'язку з тим, що законодавство Німеччини не передбачало вільне та необмежене помешкання іноземців на її території, трудовим мігрантам було надано право перебування на території країни на час дії трудових контрактів. У 1960-х роках, завдяки білатеральним міждержавним угодам, статус трудових мігрантів було врегульовано, поліпшено.
Згодом, у міру економічної відбудови власних країн та відтворення ринку праці, переважна більшість трудових мігранів-іноземців повернулися із Західної Німеччини додому. Лишилися тільки турецькі емігранти, які й нині створюють одну з найбільших у Європі та світі етнічну закордонну спільноту — діаспору (близько 3 мільйонів у Німеччині). Мовно, культурно та політично вони досі, в третій генерації, лишаються слабо інтегрованими в німецьке суспільство (на відміну наприклад від повоєнної хвилі поляків, або «російських німців») і тому часто є об'єктом сатири та глузувань.
У зв'язку з лібералізацією трудових та еміграційних законів, скасуванням економічних кордонів в Єдиній Євпропі на межі 20-21 століть, — поняття «Гастарбайтер» в Німеччині стало архаїзмом. Але воно ще досі, але вже в критичному сенсі, іноді зустрічається на побутовому рівні та в публіцистиці — означає тимчасового й малокваліфікованого працівника, культурного маргінала обмеженого в громадянських правах. Це значення лишається не в останню чергу завдяки існуванню турецької діаспори та деяких інших етнічних та культурно-правових анклавів у Західній Європі. Але з точки зору Конституції ФРН та сучасного трудового законодавства, правцівники-громадяни інших країн користуються в Німеччині тими самим ґрунтовними правами, що й німецькі працівники.
Усе це жодною мірою не стосується Східної Німеччини — НДР з її «соціалістичною системою господарювання». По-перше, у НДР не було вільного ринку праці, ліберального законодавства та вільної міграції. По-друге, з самої НДР за час її існування (1949—1990) всілякими способами втекли до ФРН понад 3 мільйони громадян НДР.

## Пост-СРСР, Росія
Запозичене з німецької мови, слово набуло великого пошерення після розпаду СРСР на всьому пост-радянському просторі, особливо на території Росії. Спочатку в Москві та Санкт-Петербурзі, а потім увійшло до розмовної мови росіян та громадян колишнього СРСР.
На відміну від таких слів, як «гастроль» (виступ у гостях), «гаст-професор» (запрошений для читання курсу лекцій в іншому вузі), що прийшли в російську з німецької, слово «гастарбайтер» — не нейтральне, і має негативне забарвлення. Важливим важелем «урегулювання» сучасних проблем трудової міграції в Російській Федерації стали періодичні полювання на «незаконних мігрантів» в Москві та Московській області.

## Ситуація з гастарбайтерами— громадянами України
За межами України працює 6,5 мільйона громадян країни, що становить більше 14 відсотків українського населення, повідомляє УНІАН з посиланням на інформаційні матеріали, поширені представництвом Міжнародної організації по міграції (МОМ) в Україні.
Найчастіше українці вибирають для трудової міграції Німеччину, США, Канаду, Чехію, Угорщину і Польщу. При цьому з 6,5 мільйонів мігрантів 67 відсотків складають чоловіки, а 33 відсотки — жінки.

## Ушанування пам'яті
В Ужгороді є пам'ятник заробітчанам.

### У музиці
Заробітчанам присвячена пісня гурту Бумбокс «Квіти у волоссі».

### У кінематографі
Заробітчанам повністю присвячений фільм Гніздо горлиці.